# Pierre Georget
Pour les articles homonymes, voir Georget.

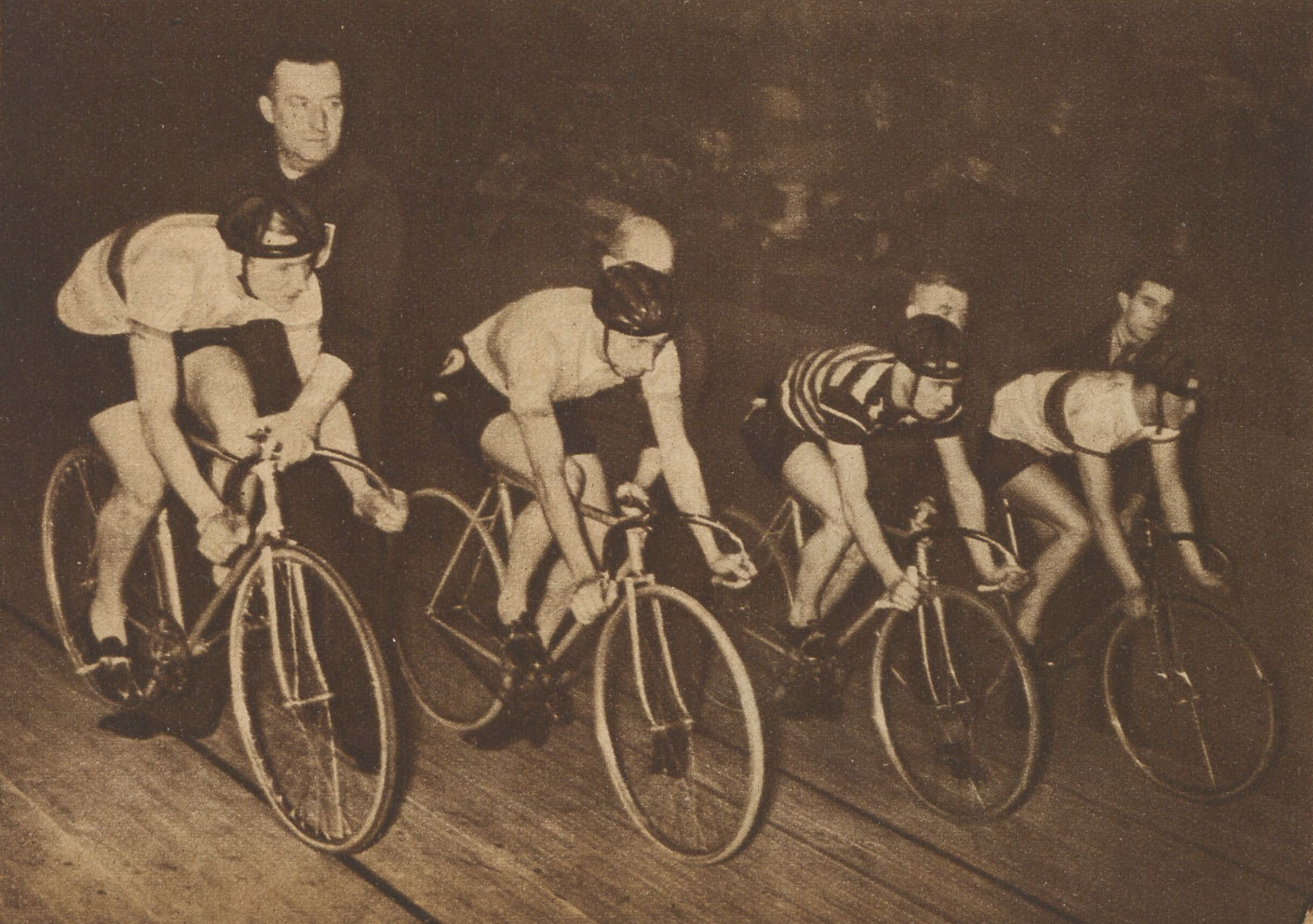
Lorenz, Maton, Georget et Hasselberg, match France-Allemagne à la Deutschlandhalle de Berlin, 27-11-1936

Pierre Georget est un coureur cycliste français, né le 9 août 1917 à Châtellerault (Vienne) et mort le 1er août 1964 à Paris. Il est le fils de Léon Georget et le neveu d'Émile Georget, tous deux également cyclistes.

## Biographie
En 1936, il participe au match Allemagne-France amateur (Lorenz, Hasselberg vs. Georget, Maton) à la Deutschlandhalle de Berlin.

## Palmarès

### Jeux olympiques d'été
- Médaille d'argent en cyclisme sur piste au kilomètre aux Jeux olympiques d'été de 1936 à Berlin
- Médaille de bronze en cyclisme sur piste en tandem aux Jeux olympiques d'été de 1936 à Berlin avec Georges Maton

### Championnat du monde de vitesse masculin
- Médaille d'argent aux Championnats du monde de cyclisme sur piste 1936 à Zurich
- Médaille d'argent aux Championnats du monde de cyclisme sur piste 1937 à Copenhague

### Championnat de France
- Champion de France de vitesse des amateurs : 1937

### Grand Prix
- Prix Alfred Riguelle en 1935 et 1937
- Grand Prix amateurs de Copenhague en 1937
- Prix de l'Espérance : 1943